# Riba de Ave
Riba de Ave est une freguesia du conseil de Vila Nova de Famalicão (Região Norte), au Portugal. Elle a une superficie de 2,83 km2 et sa population s'élève à 3 191 habitants (2021).